# Wilhelm Dornblüth
Wilhelm Dornblüth (* 27. März 1896 in Schnackenburg; † 27. April 1967) war ein deutscher lutherischer Geistlicher und Landessuperintendent des Sprengels Lüneburg der Evangelisch-lutherischen Landeskirche Hannovers.

## Leben
Dornblüth studierte Theologie und wurde nach Absolvierung der beiden theologischen Prüfungen am 28. März 1925 in der Schlosskirche Hannover ordiniert. Nach vorübergehender Tätigkeit als Hilfsgeistlicher in Aumund-Fähr wurde er 1926 Pastor in Kirchboitzen, 1935 an der Apostelkirche in Hannover. Ab 1947 war er auch Superintendent des Kirchenkreises Hannover II. 1954 wurde er zum Landessuperintendenten des Sprengels Lüneburg ernannt. Am 1. April 1964 trat er in den Ruhestand.
Wilhelm Dornblüths Nachlass befindet sich im Landeskirchlichen Archiv in Hannover.